# Biblioteca Nacional da Irlanda
A Biblioteca Nacional da Irlanda (em irlandês:  Leabharlann Náisiúnta na hÉireann) é uma biblioteca nacional, localizada em Dublin, na Irlanda, em um edifício desenhado por Thomas Newenham Deane. O Ministro das Artes, Esporte e Turismo é membro do governo irlandês, responsável pela biblioteca.
O edifício projetado por Thomas Deane foi inaugurado em 1890 para abrigar o acervo bibliográfico da Sociedade Real de Dublin.
É uma biblioteca de pesquisa. Tem uma grande quantidade de material irlandês, que pode ser consultado gratuitamente, ou relacionados; livros, mapas, manuscritos, músicas, jornais e fotografias. Incluído em suas coleções há material publicado em particular pelos editores do governo.
O Chefe Herald da Irlanda e o Arquivo Fotográfico Nacional estão ligados na biblioteca. A biblioteca abriga exposições e um arquivo dos jornais irlandeses. Está também no Centro Nacional ISSN da Irlanda. A biblioteca também oferece uma série de outros serviços, incluindo a genealogia.

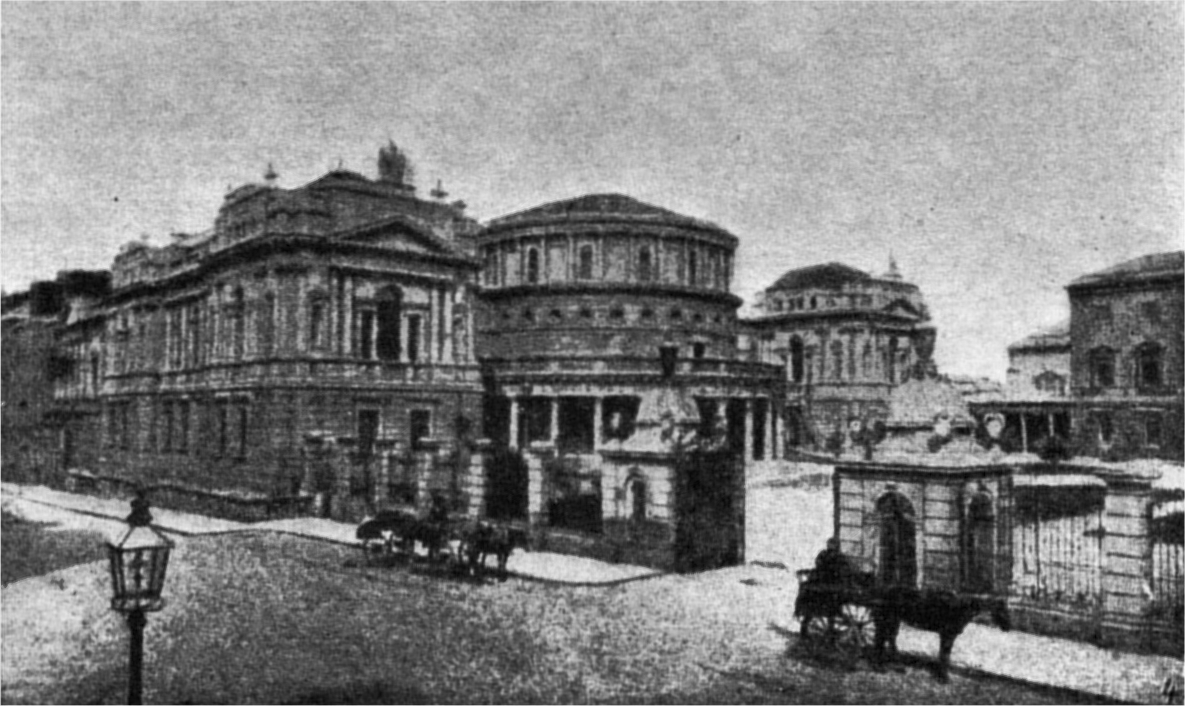
Biblioteca do final do século XIX

## Coleções
A Biblioteca Nacional da Irlanda abriga as notas pessoas e livros de escritores eminentes:
- James Joyce[1]
- William Butler Yeats[1]
- Seamus Heaney[1]
- Michael D. Higgins[1]
- Colm Tóibín[1]
- Roddy Doyle[1]